# 侯方夏
侯方夏（？—1656年），字赤杜，河南省歸德府商邱縣（今河南省商邱市）人，清朝政治人物、進士出身。曾任陕西平凉(现甘肃)知縣。

## 生平
順治三年，登進士，授刑部雲南清吏司員外郎，后恤刑浙江。順治十三年，升任江西清吏司郎中。

## 家族
父侯恂，叔侯恪、侯汴、侯恕、侯虑，兄侯方來、弟侯方域、侯方任、侯方策。